# Steinfort
Steinfort (Letzeburgsk: Stengefort) er en kommune og et byområde i storhertugdømmet Luxembourg. Kommunen, som har et areal på 12,16 km², ligger i kantonen Capellen i distriktet Luxembourg. I 2005 havde kommunen 4.300 indbyggere.
49°39′36″N 5°54′56″Ø / 49.66°N 5.9156°Ø